# Кукурека
Кукурека — река в Вытегорском районе Вологодской области России, впадает в озеро Большое.
Берёт исток рядом с Онежским озером, течёт со множеством изгибов по территории Андомского сельского поселения и впадает в Большое озеро менее чем в 2 км к юго-востоку от точки истока. Длина реки составляет 10 км.

## Данные водного реестра
По данным государственного водного реестра России относится к Балтийскому бассейновому округу, водохозяйственный участок реки — Бассейн Онежского озера без рек Шуя, Суна, Водла и Вытегра, речной подбассейн реки — Свирь (включая реки бассейна Онежского озера). Относится к речному бассейну реки Нева (включая бассейны рек Онежского и Ладожского озера).
Код объекта в государственном водном реестре — 01040100612102000017482.